# Nanarchaea
Nanarchaea là một chi nhện trong họ Malkaridae.